# Соболев, Александр Владимирович (геолог)
Алекса́ндр Влади́мирович Со́болев (род. 23 марта 1954 года, Львов, УССР, СССР) — российский учёный, доктор геолого-минералогических наук, профессор по специальности геохимия, специалист в области петрологии и геохимии, академик РАН, сын и ученик академика Соболева Владимира Степановича, младший брат академика Соболева Николая Владимировича.

## Биография
В 1976 году окончил геологический факультет Новосибирского государственного университета; c того же времени работает в Институте геохимии и аналитической химии им. Вернадского Российской академии наук.
В 1983 году защитил диссертацию «Петрология и геохимия глубинных ультраосновных магм: на примере меймечитов севера Сибирской платформы» на соискание степени кандидата геолого-минералогических наук (рук. Дмитриев Л. В.); в 1997 году защитил диссертацию доктора геолого-минералогических наук по теме «Проблемы образования и эволюции мантийных магм».
30 мая 1997 года избран членом-корреспондентом РАН по Отделению геологии, геофизики, геохимии и горных наук; в 1998 году присвоено звание профессора по специальности «геохимия».
В 1999—2005 годах руководил группой в Институте Химии им. Макса Планка, Майнц, Германия; в 2013 году избран членом Европейской академии (Academia Europaea).
28 октября 2016 года избран академиком РАН по Отделению наук о Земле; с того же года — почётный профессор Университета Гренобль-Альпы, Гренобль, Франция.

## Общественная позиция
В феврале 2022 года подписал открытое письмо российских учёных и научных журналистов с осуждением вторжения России на Украину и призывом вывести российские войска с украинской территории.

## Награды и почетные звания
- 1983 — премия АН СССР молодым учёным;
- 1997 — избран член-корреспондентом Российской Академии наук;
- 1999 — международная научная премия Александра фон Гумбольдта (Humboldt Research Award);
- 2001 — международная научная премия Вольфганга Пауля (Wolfgang Paul Award);
- 2008 — Гауссовский профессор Геттингенской Академии Наук и Геттингенского Университета;
- 2009 — премия научного превосходства Французского Национального Фонда (Chair of Excellence, ANR, France);
- 2013 — избран членом Европейской Академии (Academia Europaea)[3];
- 2015 — избран членом Французского Академического Института[англ.];
- 2016 — избран академиком Российской Академии Наук;
- 2019 — избран выдающимся членом (Fellow) Американского Геофизического Союза (American Geophysical Union)[6].
- 2020 — премия имени А. П. Виноградова РАН[7]
- 2020-2027—руководитель международного научного проекта Европейского Научного Совета (Corresponding Principal Investigator of ERC Synergy Project " Monitoring Earth Evolution Through Time" (MEET)
- 2021 — избран выдающимся членом (Geochemistry Fellow) Геохимического Общества (Geochemical Society) и Европейской Геохимической Ассоциации (European Association of Geochemistry).

## Основные научные результаты
Доказательство существования фанерозойских ультрамафических магм (Соболев, Слуцкий, 1984; Соболев и др., 2009), одни из первых определений содержания Н2О в мантийных магмах и их источниках (Соболев и др, 1983, 1986; Sobolev, Danyushevsky, 1994; Sobolev, Chaussidon, 1996), определения состава и условий образования главных типов мантийных магм Земли и Луны (Sobolev et al, 1980, 1993, 1994, 1996, 2005, 2011a, 2016; Соболев и др., 1993, 1994, 1996, 2009a, б), доказательство плавления мантии в открытой системе (Sobolev, Shimizu, 1993), определение происхождения и возраста изотопных неоднородностей конвектирующей мантии (Sobolev et al, 2008, 2011a). Под руководством Соболева впервые установлена высокая роль хлоридов и щелочных карбонатов в образовании алмазоносных кимберлитов (Kamenetsky, Sobolev et al, 2004), получены новые оценки составов и условий образования рудоносных магм Норильских медно-никелевых сульфидных месторождений (Sobolev et al, 2007, 2009, Krivolutskaya et al, 2012). Результаты А. В. Соболева последних лет (Sobolev et al, 2000, 2005, 2007, 2008, 2011a.b, 2015), свидетельствующие о высокой роли рециклированной коры в образовании мантийных магм, привели к пересмотру традиционной модели плавления перидотитовой мантии и разработке новой концепции, объясняющей возникновение глобальных природных катастроф (Sobolev et al, 2011b). Под его руководством получены первые данные о содержании летучих компонентов и изопного состава водорода в первичных магмах архейских коматиитов и установлен древний водосодержащий резервуар в глубинной мантии Земли (Sobolev et al, 2016, 2019). Показано, что этот резервуар образовался за счет субдукции измененной океанической литосферы в первый миллиард лет истории Земли (Sobolev et al, 2019).
Соболев А. В. — основатель международной научной школы; в числе его учеников 2 доктора и 14 кандидатов наук (4-PhD), работающих в ведущих научных центрах России, Австралии, Германии, Англии, Нидерландов и Франции.

## Основные научные публикации
Основные научные публикации:
1. Sobolev A.V. et al, (1980). The formation conditions of high magnesium olivines from the monomineral fraction of Luna-24 regolith. Proceedings. of 11th Lunar and Planetary Science Conf., p. 105—116.
2. Соболев А. В., Наумов В. Б. (1983). Первое прямое доказательство присутствия Н2О в ультраосновном расплаве и оценка ее концентрации. ДАН СССР. 280. 4с.
3. Соболев А. В., Слуцкий А. Б. (1984). Состав и условия кристаллизации исходного расплава сибирских меймечитов в связи с общей проблемой ультраосновных магм. Геология и геофизика, с. 97—110.
4. Sobolev A.V., and Shimizu N. (1993). Ultra-depleted primary melt included in an olivine from the Mid-Atlantic Ridge. Nature, 363, 151—154.
5. Соболев А. В. и др. (1993). Петрология ультрамафических лав и ассоциирующих пород массива Троодос, о-в Кипр. Петрология, т.1, n.4, с. 379—412.
6. Sobolev A.V., and Danyushevsky L.V. (1994). Petrology and geochemistry of boninites from the north termination of the Tonga Trench: constraints on the generation conditions of primary high-Ca boninite magmas. Journal of Petrology, 35, 1183—1213.
7. Соболев А. В., Никогосян И. К. (1994). Петрология магматизма долгоживущих мантийных струй: Гавайские о-ва (Тихий океан) о-в Реюньон (Индийский океан). Петрология, 2, 131—168.
8. Sobolev A.V., and Chaussidon M. (1996). H2O concentrations in primary melts from supra-subduction zones and mid-ocean ridges: Implications for H2O storage and recycling in the mantle. Earth and Planetary Science Letters, 137, 45-55.
9. Соболев А. В. (1996). Включения расплавов в минералах как источник принципиальной петрологической информации. Петрология, 4, 228—239.
10. Sobolev A.V. et al, . (2000). Recycled oceanic crust observed in 'ghost plagioclase' within the source of Mauna Loa lavas. Nature, 404, 986—990.
11. Kamenetsky M.B., Sobolev A.V., et al, (2004). Kimberlite melts rich in alkali chlorides and carbonates: a potent metasomatic agent in the mantle. Geology, 32, 845—848.
12. Sobolev A.V. et al, (2005). An olivine-free mantle source of Hawaiian shield basalts. Nature, 434, 590—597.
13. Sobolev A.V. et al., (2007). The amount of recycled crust in sources of mantle-derived melts. Science, 316 (5823), 412—417.
14. Sobolev A.V. et al, (2008). A quantitative link between recycling and osmium isotopes. Science, 321, (5888), 536.
15. Соболев А.В. и др. (2009а). Петрология родоначальных расплавов и мантийных источников магм сибирской трапповой провинции. Петрология 17 (3), 276—310.
16. Соболев А. В. и др. (2009б). Механизм образования Сибирских меймечитов и природа их связи с траппами и кимберлитами. Геология и геофизика, 50 (12), 1291—1333.
17. Sobolev A.V. et al, (2011a). A young source for the Hawaiian plume. Nature 476 (7361), 434—437.
18. Sobolev S.V., Sobolev A.V., Kuzmin D.V., et al, (2011b). Linking mantle plumes, large igneous provinces and environmental catastrophes. Nature 477 (7364), 312—316.
19. Batanova V.G., Sobolev A. V. and Kuzmin D.V. (2015). Trace element analysis of olivine: High precision analytical method for JEOL JXA-8230 electron probe microanalyser. Chemical Geology 419, 149—157
20. Sobolev A.V. et al., (2016). Komatiites reveal an Archean hydrous deep-mantle reservoir. Nature 531 (7596), 628—632.
21. Sobolev A.V., et al., (2019). Deep hydrous mantle reservoir provides evidence for crustal recycling before 3.3 Gyr ago. Nature 571, 555—559.
22. Batanova V.B.,…and Sobolev A.V. (2019). New Olivine reference material for in-situ microanalysis. Geostandards and Geoanalytical Research 43 (3), 453—473.
23. Mazza S. E., …and Sobolev A.V. (2019). Sampling the Volatile Rich Transition Zone beneath Bermuda. Nature 569, 398—402.